# Uglies (film)
Cet article concerne le film de McG. Pour la série de romans, voir Uglies.
Pour plus de détails, voir Fiche technique et Distribution.
Uglies est un film américain réalisé par McG et sorti en 2024 sur Netflix. Écrit par Jacob Forman, Vanessa Taylor et Whit Anderson, le scénario est adapté du roman du même nom de Scott Westerfeld, publié en 2005. Le film met en scène Joey King, également productrice déléguée.

## Synopsis
Dans un futur dystopique, les jeunes de 16 ans d'une mégapole futuriste ont recours à des opérations de chirurgie plastique pour correspondre aux canons de la mode en vigueur. Ceux n'ayant pas reçu ces opérations sont surnommés les Uglies (« les moches »). Certains, par choix et par opposition, refusent ces opérations et rejoignent la Fumée.
Tally Youngblood approche de l'âge de devenir une Pretty, ceux ayant été opérés, et planifie sa future opération. Un jour, elle rencontre Shay, un peu plus critique sur la société...
Tally se porte volontaire pour subir l'opération et tester le remède. Elle jure qu'elle ne laissera pas le fait d'être Pretty changer sa volonté de justice. Elle dit au revoir à David et à ses amis.

## Fiche technique
Sauf indication contraire, les informations mentionnées dans cette section peuvent être confirmées par la base de données cinématographiques IMDb,  présente dans la section « Liens externes ».
- Titre original : Uglies
- Réalisation : McG
- Scénario : Jacob Forman, Vanessa Taylor et Whit Anderson, d'après la série de romans Uglies de Scott Westerfeld
- Musique : Edward Shearmur
- Direction artistique : Kevin Houlihan
- Décors : John Collins
- Costumes : Cristina Araujo
- Photographie : Xiaolong Liu
- Montage : Martin Bernfeld
- Production : John Davis, Jordan Davis, McG, Robyn Meisinger, Dan Spilo et Mary Viola 
  - Productions déléguée : John Fox, Jenny Hinkey, Jamie King, Joey King et Scott Westerfeld
- Sociétés de production : Davis Entertainment, Anonymous Content, Wonderland Sound and Vision et Industry Entertainment
- Société de distribution : Netflix
- Pays de production :  États-Unis
- Langue originale : anglais
- Format : couleur
- Genre : science-fiction, action, dystopie
- Durée : 102 minutes
- Date de sortie[2] : 13 septembre 2024 (sur Netflix)

## Distribution
- Joey King (VF : Camille Timmerman) : Tally Youngblood
- Jillian Murray : Ellie Youngblood
- Chase Stokes (VF : Donald Reignoux) : Peris
- Keith Powers (VF : Baptiste Marc) : David
- Brianne Tju (VF : Camille Béchon) : Shay
- Laverne Cox (VF : Virginie Emane) : Dr. Cable
- Kevin Miles : Auryn
- Charmin Lee (en) (VF : Laurence Charpentier) : Maddy
- Kelly Gale : Sage
- Robert Palmer Watkins : Sol Youngblood
- Jan Luis Castellanos : Croy

## Production

### Genèse et développement
En 2006, il est annoncé qu'une adaptation du roman Uglies est développée par 20th Century Fox avec John Davis à la production. Le projet prend finalement du retard et reste en development hell (en).
Il est relancé en septembre 2020 quand Joey King signe pour incarner Tally Youngblood. Il est précisé que l'actrice est une grande fan de la saga littéraire de Scott Westerfeld,. McG est ensuite annoncé comme réalisateur et Krista Vernoff se charge du scénario. John Davis, Jordan Davis, Robyn Meisinger, Dan Spilo, McG et Mary Viola participe à la production. Le film est produit par les sociétés Davis Entertainment Company, Anonymous Content, Industry Entertainment, Wonderland Sound and Vision et est annoncé sur Netflix,. Plus tard, les acteurs Keith Powers, Brianne Tju, Chase Stokes et Laverne Cox rejoignent la distribution,.

### Tournage
Le tournage a lieu d'octobre à décembre 2021, notamment à Atlanta,.